# Isonkivenneva-Marjakangas
Isonkivenneva-Marjakangas este o arie protejată (arie specială de conservare — SAC, sit de importanță comunitară — SCI) din Finlanda întinsă pe o suprafață de 254 ha, integral pe uscat.

## Localizare
Centrul sitului Isonkivenneva-Marjakangas este situat la coordonatele 62°03′12″N 23°17′35″E / 62.0533°N 23.2931°E.

## Înființare
Situl Isonkivenneva-Marjakangas a fost declarat sit de importanță comunitară în august 1998 pentru a proteja 1 specie de animale. Situl a fost protejat și ca arie specială de conservare în aprilie 2015.

## Biodiversitate
Situată în ecoregiunea boreală, aria protejată conține 3 habitate naturale: Turbării active, Taiga vestică, Mlaștini împădurite.
La baza desemnării sitului se află o specie protejată de  mamifere: veveriță zburătoare siberiană (Pteromys volans).
Pe lângă speciile protejate, pe teritoriul sitului au mai fost identificate 2 specii de păsări.